# 강민첨장군묘
강민첨장군묘(姜民瞻將軍墓)는 대한민국 충청남도 예산군 대술면에 있는 고려시대의 무신인 강민첨(?∼1021) 장군의 묘이다.. 1990년 12월 31일 충청남도의 문화재자료 제319호로 지정되었다.

## 개요
고려시대의 무신인 강민첨(?∼1021) 장군의 묘이다.
목종 때 문과에 급제하였으며, 현종 3년(1012) 안찰사로서 영일 등지에 쳐들어온 여진을 격퇴하였다. 현종 9년(1018) 거란의 소배압이 10만 대군을 이끌고 쳐들어오자 상원수 강감찬과 함께
원수로 출전하여 흥화진과 자주, 연주에서 격파 귀주,반령에서 거란족을 전멸시켰다. 그 공로로 1019년에 응양상장군주국·우산기상시가 되고 추성치리익대공신에 기록되었으며, 이듬해 병부상서가 되었다.
묘소는 예산군 대술면 이티리에 있는데, 반구형의 봉분 아랫부분에 잘 다듬은 둘레석을 둘렀다. 묘의 앞에는 상석·장명등(長明燈:무덤 앞에 세우는 돌로 만든 등)이 있고, 좌우로 동물상·동자상·망주석·인물상이 있다. 묘역 앞에 1957년에 세운 신도비(神道碑:왕이나 고관 등의 평생 업적을 기리기 위해 무덤 근처 길가에 세운 비)가 있는데, 비문은 강민첨 장군의 24대손 태현이 썼고 글씨는 25대손 태석이 새겼다.

## 같이 보기
- 강민첨

## 참고 문헌
- 강민첨장군묘 - 국가유산청 국가유산포털